# لفت بنک پیکچرز
لفت بنک پیکچرز (انگلیسی: Left Bank Pictures) شرکت فیلم‌سازی بریتانیایی است، که در سال ۲۰۰۷ توسط اندی هریز تأسیس شد.